# Sankt Marein bei Graz
Sankt Marein bei Graz osztrák mezőváros Stájerország Graz-környéki járásában. 2017 januárjában 3640 lakosa volt.

## Elhelyezkedése

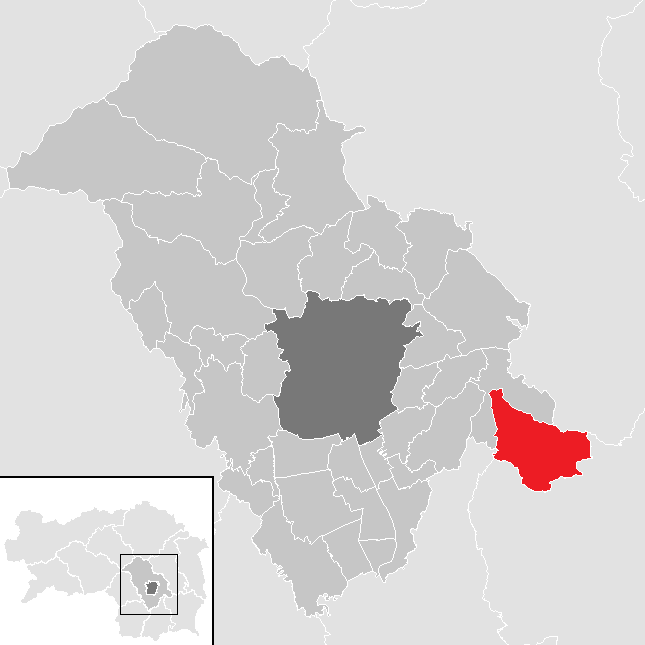
Sankt Marein bei Graz a Graz-környéki járásban

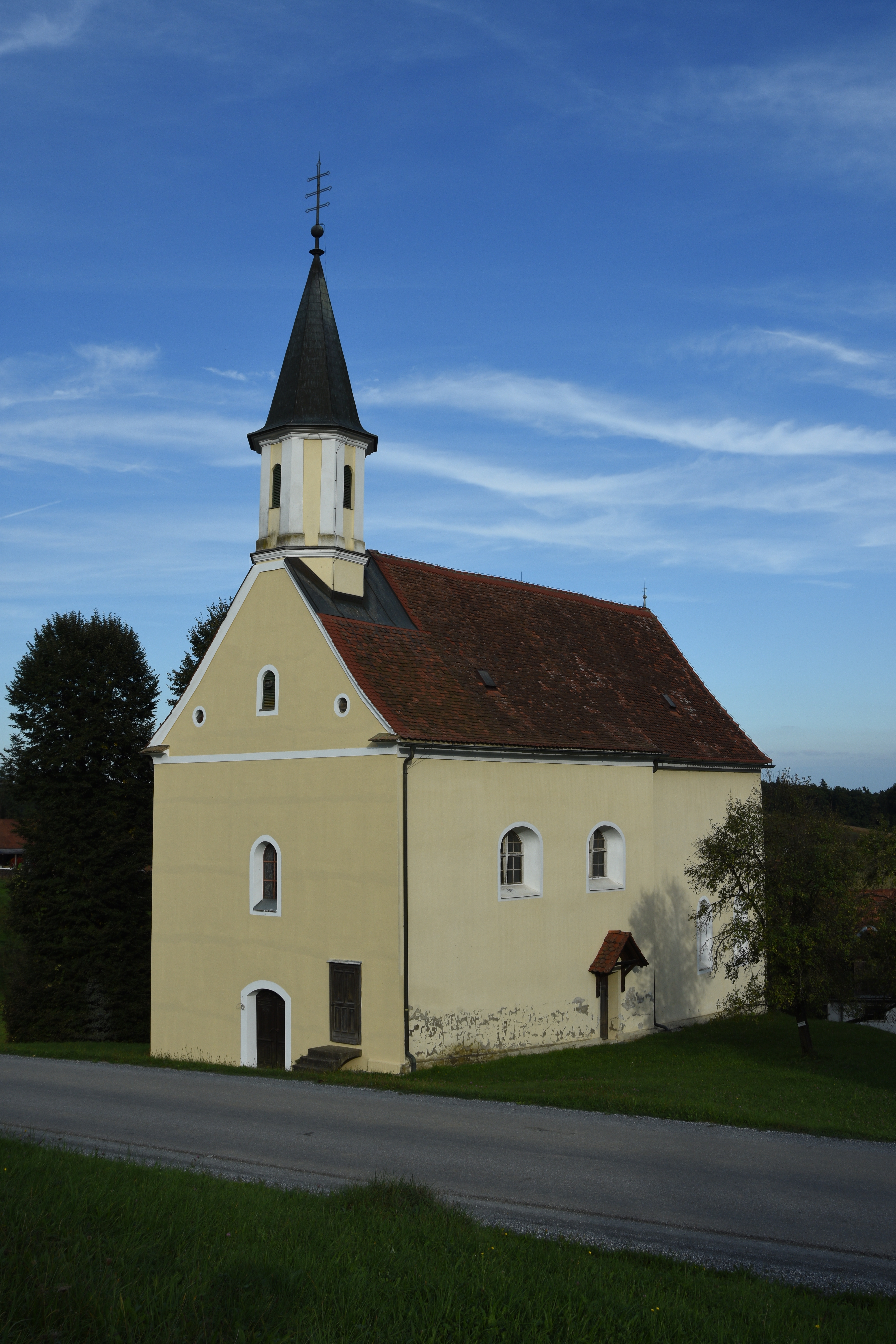
Petersdorf II temploma

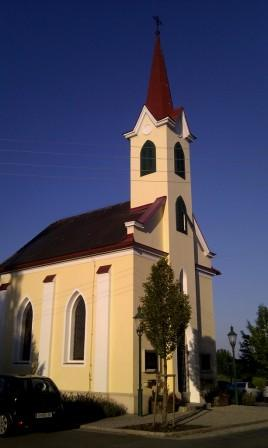
Krumegg kápolnája

Sankt Marein bei Graz a Kelet-stájerországi dombságon fekszik, a Pickelbach (a Rába mellékfolyója) mentén, kb. 20 km-re keletre Graztól. Az önkormányzat 5 települést egyesít: Kohldorf (266 lakos 2017-ben), Krumegg (1148), Petersdorf II (851), Sankt Marein bei Graz-Markt (597) és Sankt Marein bei Graz-Umgebung (778).
A környező önkormányzatok: északnyugatra Nestelbach bei Graz, északkeletre Sankt Margarethen an der Raab, délkeletre Kirchberg an der Raab, délre Kirchbach-Zerlach, délnyugatra Pirching am Traubenberg és Empersdorf.

## Története
Sankt Mareint először 1224-ben említik. 1287-ben már önálló egyházközséggel rendelkezett. A községi önkormányzat 1850-ben alakult meg, 1870-ben pedig mezővárosi rangra emelték. 1938-ban, amikor Ausztria csatlakozott a Német Birodalomhoz, St. Marein a Stájerországi reichsgauhoz került. A második világháború után 1955-ig a brit megszállási zónához tartozott. 
1971-ben addigi nevét, a Sankt Marein am Pickelbach-ot Sankt Marein bei Graz-ra módosították. 
A 2015-ös stájerországi közigazgatási reform keretében az addig önálló Krumegg és Petersdorf II községeket egyesítették St. Mareinnal. Mivel Petersdorf II a Délkelet-stájerországi járáshoz tartozott, a járások közötti határokat is az egyesítésnek megfelelően módosították.  

## Lakosság
A Sankt Marein bei Graz-i önkormányzat területén 2017 januárjában 3640 fő élt. A lakosságszám 1971 óta gyarapodó tendenciát mutat. 2015-ben a helybeliek 97%-a volt osztrák állampolgár; a külföldiek közül 1,3% a régi (2004 előtti), 1,3% az új EU-tagállamokból érkezett. 2001-ben a lakosok 94,4%-a római katolikusnak, 1,3% evangélikusnak, 3,3% pedig felekezet nélkülinek vallotta magát. 

## Látnivalók
- a késő gótikus Szűz Mária-plébániatemplomot először 1224-ben említik. Mai formáját 1550 körül nyerte el. Szószékét Veit Königer készítette 1763-ban
- Petersdorf II temploma
- Petersdorf II kápolnája
- Krumegg kápolnája
- Tirschenberg kápolnája
- az 1875-ben állított Mária-oszlop

## Híres St. Marein-iek
- Johann Joseph Fux (1660–1741) zeneszerző

## Fordítás
- Ez a szócikk részben vagy egészben  a   Sankt Marein bei Graz című német Wikipédia-szócikk ezen változatának fordításán alapul.  Az eredeti cikk szerkesztőit annak laptörténete sorolja fel. Ez a jelzés csupán a megfogalmazás eredetét és a szerzői jogokat jelzi, nem szolgál a cikkben szereplő információk forrásmegjelöléseként.